# Caradrina petraea
Caradrina petraea là một loài bướm đêm trong họ Noctuidae.